# Liste von botanischen Gärten und Arboreten in der Schweiz
Die Liste von botanischen Gärten in der Schweiz nennt Botanische Gärten und Arboreten in der Schweiz.

## Liste
| Bezeichnung                                                   | Ort                                       | Kanton            | Bemerkungen | Abbildung | Koordinaten     |
| ------------------------------------------------------------- | ----------------------------------------- | ----------------- | --- | --------- | --------------- |
| Arboretum du vallon de l’Aubonne                              | Aubonne, Bière, Saint-Livres              | VD                | 1963 angelegt, 200 Hektaren, einheimische und eingeführte Baumarten                                                                              |           | 517705 / 151705 |
| Botanischer Garten der Universität Basel                      | Basel                                     | BS                | 1589 angelegt. |           | 610766 / 267554 |
| Botanischer Garten Bern                                       | Bern                                      | BE                | Botanischer Garten der Universität Bern, 1789 gegründet, seit 1862 am jetzigen Standort; 6000 Pflanzenarten, Alpinum mit Schweizer Alpenpflanzen |           | 600478 / 200180 |
| Rosengarten Bern                                              | Bern                                      | BE                | 1917 auf dem Areal eines früheren Friedhofs gegründet                                                                                            |           | 601652 / 200122 |
| Botanischer Garten des Kantons Tessin auf den Brissago-Inseln | Brissago                                  | TI                | 1'700 Pflanzenarten vom Mittelmeerraum sowie den Subtropen Asiens, Südafrikas, Amerikas und Ozeaniens                                            |           | 700184 / 109921 |
| Botanischer Garten im Merianpark                              | Münchenstein                              | BL                | Im Norden des Merianparks in der Brüglinger Ebene, ab 1969 angelegt, Ausbau bis 1981                                                             |           | 613254 / 265370 |
| Jardin botanique alpin Flore-Alpe                             | Champex-Lac                               | VS                | 1925 gegründet, seit 1931 geöffnet, 6000 m² |           | 571001 / 095980 |
| Jardin botanique de l’Université de Fribourg                  | Freiburg                                  | FR                | Gründung 1937 |           | 578474 / 182419 |
| Jardin botanique de Genève                                    | Genf                                      | GE                | 1817 im Parc des Bastions gegründet; seit 1904 am neuen Standort. Fläche 28 ha.                                                                  |           | 500280 / 120200 |
| Botanischer Garten Grüningen                                  | Grüningen                                 | ZH                | 1961 gegründet |           | 700706 / 236866 |
| Japanischer Garten                                            | Interlaken                                | BE                | Geschenk von Interlakens Partnerstadt Ōtsu (Japan), 1995                                                                                         |           | 632525 / 170909 |
| Papiliorama                                                   | Kerzers                                   | FR                | Seit 2003 in Kerzers (Gründung 1988 in Marin-Epagnier)                                                                                           |           | 581931 / 204261 |
| Musée et Jardins botaniques cantonaux                         | Lausanne, Bex                             | VD                | 1946 beim Parc de Milan angelegt; der Alpengarten in Bex entstand 1891.                                                                          |           | 537353 / 151782 |
| Alpiner Botanischer Garten                                    | Meyrin                                    | GE                | |           | 495215 / 120393 |
| Jardin botanique de Neuchâtel                                 | Neuenburg                                 | NE                | 1998 im Tal der Ermitage eröffnet. |           | 561681 / 205611 |
| Jardin botanique de Porrentruy                                | Pruntrut                                  | JU                | Gründung 1799/1832 |           | 572634 / 251510 |
| Jardin alpin des Rochers de Naye                              | Rochers de Naye in Villeneuve und Veytaux | VD                | Gründung 1896 |           | 564449 / 142394 |
| Jardin botanique de Saint-Triphon                             | Saint-Triphon                             | VD                | Seit 1972 |           | 564125 / 126839 |
| Rosengärten in Rapperswil                                     | Rapperswil-Jona                           | SG                | Seit dem 19. Jh. und früher |           | 704102 / 231550 |
| Alpinum Schatzalp                                             | Schatzalp, Davos                          | GR                | Besteht seit dem frühen 20. Jahrhundert |           | 781222 / 186063 |
| Alpengarten                                                   | Schynige Platte, Gemeinde Gündlischwand   | BE                | Gründung 1927, Eröffnung 1929 |           | 636209 / 167017 |
| Botanischer Garten St. Gallen                                 | St. Gallen                                | SG                | in Neudorf, 1945 angelegt |           | 748505 / 256205 |
| Inforama Wildobst                                             | Mogelsberg                                | Kanton St. Gallen | 2020 eröffnet, Sammlung von Obstbäumen und Sträuchern                                                                                            |           | 728937 / 246982 |
| Alter botanischer Garten «zur Katz»                           | Zürich                                    | ZH                | Gründung 1833 auf einer ehemaligen Festungsanlage, in der Nähe des Völkerkundemuseums Zürich                                                     |           | 682708 / 247282 |
| Botanischer Garten der Universität Zürich                     | Zürich                                    | ZH                | Gründung 1977 |           | 684798 / 245917 |
| Chinagarten                                                   | Zürich                                    | ZH                | Geschenk von Zürichs Partnerstadt Kunming (China), 1993                                                                                          |           | 684113 / 245440 |
| Masoala-Regenwaldhalle, Zoo Zürich                            | Zürich                                    | ZH                | Bau von 2001 bis 2002, Eröffnung 2003. Ökosystem-Halle mit einem Habitat von Arten aus dem Regenwald in Masoala, Madagaskar                      |           | 686085 / 248830 |
| Sukkulenten-Sammlung                                          | Zürich                                    | ZH                | Gründung durch Jakob Gasser, seit 1931 geführt von der Stadt Zürich (eine Institution der Abteilung «Grün Stadt Zürich»)                         |           | 682830 / 245607 |